# Serin de Burton
Crithagra burtoni
Espèce
Statut de conservation UICN

 LC  : Préoccupation mineure
Synonymes
- Serinus burtoni

Le Serin de Burton (Crithagra burtoni) est une espèce de passereaux de la famille des Fringillidae.

## Distribution
En trois poches principales et isolées, la première dans le golfe de Guinée, la deuxième dans l’est du Zaïre et la troisième au Kenya débordant sur les pays voisins. Une petite tache de présence encore plus isolée en Angola.

## Sous-espèces
D'après la classification de référence (version 5.2, 2015) du Congrès ornithologique international, cette espèce est constituée des quatre sous-espèces suivantes (ordre phylogénique) :
- C. b. burtoni (Gray, 1862) : sud-ouest du Cameroun avec l’île Bioko, sud-est du Nigéria (plateaux Oboudou).
- C. b. tanganjicae  (Granvik, 1923) : extrême-est du Zaïre (hauts plateaux à l’ouest des lacs Mobutu, Idi Amin, Kivu et montagnes Ruwenzori) et jusqu’à mi-chemin de la rive ouest du lac Tanganyika, ouest de l’Ouganda (haut plateau de Lendu, Bwindi Impenetrable Forest).
- C. b. kilimensis Richmond, 1897 : (gurneti incluse) hauts plateaux du Kenya à l’ouest de la vallée du Grand Rift, sud-est de l’Ouganda, nord de la Tanzanie.
- C. b. albifrons Sharpe, 1891 : hauts plateaux du Kenya à l’est de la vallée du Grand Rift.

## Habitat
Pour le Kenya, le serin de Burton est considéré comme franchement commun mais peu voyant, dans les étages inférieurs de la forêt et dans sa lisière ainsi que dans les formations de bambou entre 1700 et 3000 m, exceptionnellement aussi bas que 1200 m (Lewis & Pomeroy 1989). Il est globalement inféodé à la forêt de montagne alternant avec des prairies alpines et de petits buissons épars. Sur le mont Cameroun, il vit au-delà de la ligne des arbres, dans des zones ombragées d’arbres rabougris et disséminés, et de broussailles. Pour l’ensemble de l’Afrique de l’est, il fréquente les sous-bois de la forêt ouverte, les petits arbres des clairières et des lisières, les boisements éclaircis et les abords des forêts riveraines (Fry & Keith 2004).

## Alimentation
Dowsett-Lemaire (1990) a apporté une intéressante contribution à l’alimentation des oiseaux de la forêt Nyungwe au Rwanda. Elle a montré que le serin de Burton est très friand des baies non mûres de Rubus sp., des graines du séneçon Senecio montuosum, des boutons floraux d’un autre séneçon S. mannii, des petits fruits de Musanga et Trema et de ceux non mûrs de Schefflera goetzenii. D’autres données complètent le tableau comme des baies mûres de Rubus volkensii sur le Kilimandjaro (Cordeiro 1994b), des graines de Nuxia et Gnidia au Nigeria (Ash et al. 1989) et des bourgeons de l’acacia Acacia abyssinica (Short & Horne 2005).
D’autres plantes exploitées par l’espèce ont été rapportées par Ottaviani (2011), photos à l’appui, comme une euphorbiacée du genre Croton, une solanacée du genre Solanum, une astéracée du genre Bidens et Sambuscus ebulus africanus, adoxacée.

## Mœurs
Il se tient seul, en couples et souvent en petits groupes. Discret et effacé, il fourrage sur ou près du sol dans les clairières et les fourrés mais aussi plus haut dans les lianes et la canopée. Il se perche souvent près de la cime des buissons et des petits arbres à proximité de la forêt. Les couples peuvent rester de longs moments dans le sous-bois (Fry & Keith 2004).
Fry & Keith (2004) rapportent des bribes d’informations émanant du parc national d’Arusha en Tanzanie: un spécimen collectant des graines à aigrettes de Clematis et un autre transportant des particules de lichen, un nid découvert à deux mètres de hauteur dans un buisson le long d’une route, un deuxième trouvé à six mètres de haut dans la fourche d’un figuier de jardin, un troisième dans la touffe d’une plante épiphyte sur une branche horizontale et un quatrième au bout d’une branche de bambou. Au Kenya, une ponte contenant deux œufs a été répertoriée mais curieusement ils n’ont pas été décrits.
Short & Horne (2005) ont observé un nid à 12 m de hauteur dans la couronne d’un épais Acacia abyssinica en juillet 1991 et un autre à 6 m dans le feuillage dense d’un Apodytes dimidiata en août 1992. Ils relatent une apparente parade nuptiale observée en juin 1991 dans le centre du Kenya: le mâle chantait en abaissant et en relevant la queue face à la femelle. En juillet 1991, les deux adultes transportaient des matériaux à la jonction de branchettes incurvées et d’une cépée formant une coupe naturelle dans la frondaison d’un acacia. Le mâle apportait de la mousse et du lichen, prélevés sur l’acacia, dans la coupe de rameaux et de vrilles tandis que la femelle apparaissait avec de grosses becquées de fibrilles, fines herbes et fils d’araignées. Concernant le nid observé en août, ils décrivent une coupe de 10 x 5 cm tapissée extérieurement de lambeaux d’une écorce grise et de morceaux de lichen et de mousse. La femelle présumée apportait des fibres d’écorce de Rhus sp., un rameau de l’arbre Apodytes porteur de l’autre nid, du lichen et de la mousse, toujours accompagnée par le mâle. Alors qu’elle s’apprêtait à quitter le nid, le mâle s’empressa de la nourrir. Il chantait du haut des buissons et des arbres dans un rayon de 40 m autour du nid, émettant alors les imitations de chants.